# Bruno Sonnabend
Bruno Sonnabend (* 23. Juni 1920 in Frankenstein, Kreis Frankenstein i. Schles., Provinz Niederschlesien; † 20. Oktober 1995) war ein Richter am Bundesgerichtshof (Bezeichnung bis 1972 Bundesrichter). Nach der Vertreibung aus Schlesien infolge des Zweiten Weltkriegs lebte er im Regierungsbezirk Münster. Sonnabend war Oberverwaltungsgerichtsrat und wurde mit Errichtung des Bundespatentgerichts am 1. Juni 1961 zum Senatsrat beim Bundespatentgericht ernannt. Er gehörte dem Bundesgerichtshof vom 8. Februar 1968 bis zum 31. Dezember 1974 an und war dort dem VI. Zivilsenat zugewiesen.